# Eilbertus von Köln

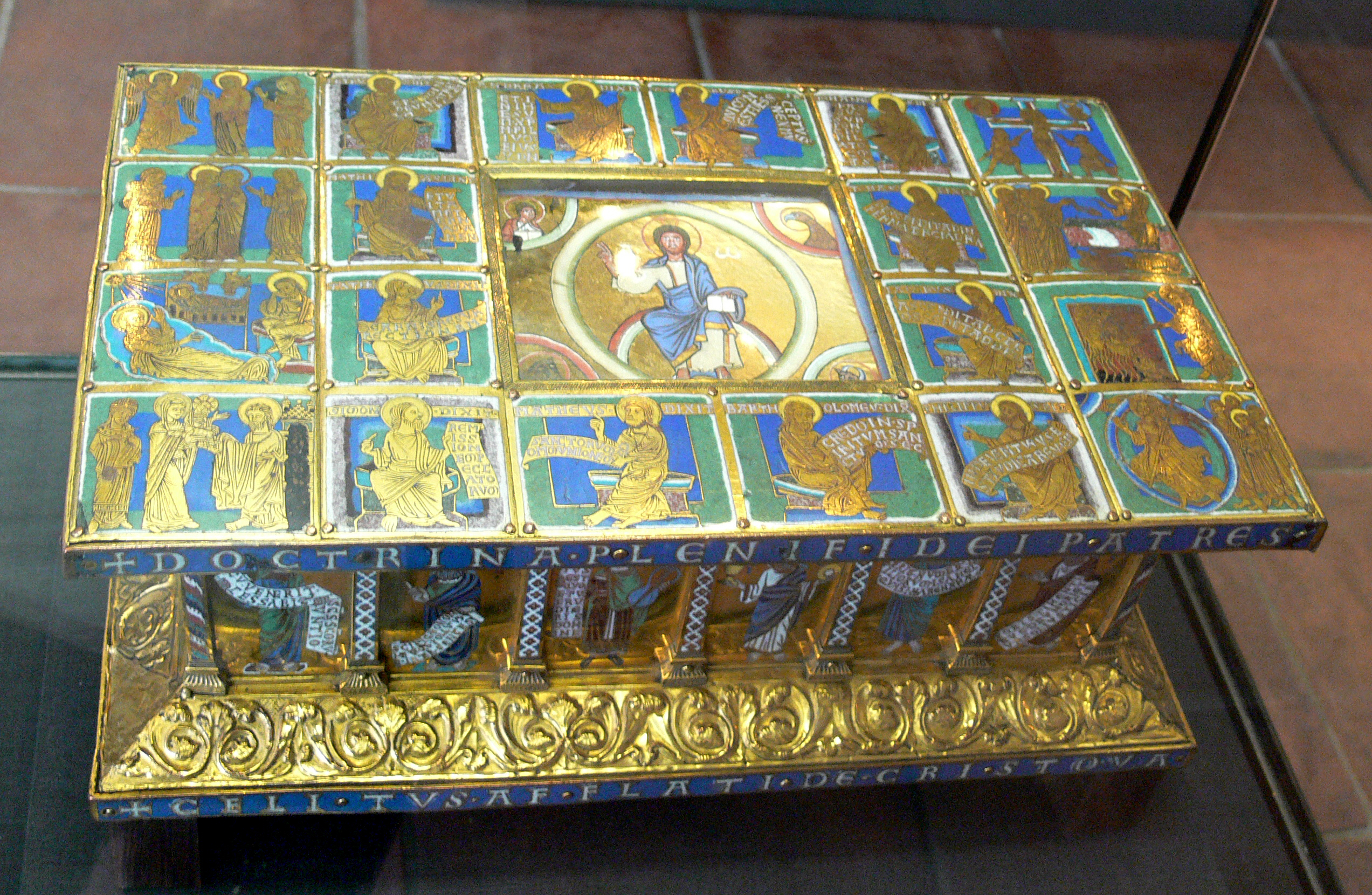
Tragaltar aus dem Welfenschatz, Kunstgewerbemuseum Berlin, Inv. W11

Eilbertus von Köln war Mönch, Goldschmied und Emailmaler (Emailleur). Über seine Lebensdaten und Herkunft ist wenig bekannt. Die namentliche Erwähnung ist als Künstlersignatur auf der Bodenplatte eines zum Welfenschatz gehörenden Tragaltars überliefert. Dort heißt es »EILBERTVS COLONIENSIS ME FECIT« (Diese Arbeit hat Eilbertus aus Köln angefertigt). Die Lebens- und Schaffenszeit des Künstlermönches Eilbertus wird mit dem Zeitraum zwischen 1120 und 1160 angenommen. Ob weitere Tragältere aus anderen Orten (St. Vitus Mönchengladbach, St. Servatius Siegburg – Mauritius-Altar) ebenfalls von ihm stammen, ist nicht zweifelsfrei gesichert.